# Rencontre des historiens du Limousin
Rencontre des historiens du Limousin (RHL), créée à l'initiative de Louis Pérouas en 1976, réunit des chercheurs de formation universitaire spécialistes des différentes périodes historiques.

## Création
Ayant constaté le manque de communication entre historiens travaillant sur le Limousin, Louis Perouas, maître de recherche au CNRS et prêtre, arrivé dans la région depuis peu d'années, proposa en avril 1976 à plus d'une centaine de chercheurs ou étudiants une rencontre informelle. Celle-ci eut lieu le 26 septembre suivant à l'abbaye de Solignac et permit à une quarantaine d'entre eux d'échanger sur leurs travaux et de tracer des perspectives de recherche pour l'avenir
Répondant manifestement à un besoin, la rencontre fut reconduite les années suivantes. Louis Pérouas fut rapidement épaulé par Alain Corbin, Bernadette Barrière, Jean-Claude Peyronnet, Dom Jean Becquet, Jean Tricard, etc., et  en décembre 1982 il devint le premier président de l'association loi de 1901 nouvellement créée . Celle-ci exigeait de ses membres la détention d'une maîtrise, mais elle offrait à ceux qui n'étaient pas rattachés à une université l'opportunité de poursuivre leurs recherches en restant en contact avec le milieu universitaire ; son orientation pluridisciplinaire était également originale à l'époque. Elle put ainsi constituer une sorte de laboratoire d'idées dans les années post-68 où l'histoire faisait figure de discipline reine.

## La recherche sur les prénoms
Deux ans après la première rencontre, un chantier novateur sur les prénoms fut ouvert (un projet similaire avait été initié par Jacques Dupâquier, du  Laboratoire de démographie historique de l’EHESS). L'objectif était de recenser les prénoms utilisés en Limousin sur près de mille ans, et d'étudier leur évolution dans une optique pluridisciplinaire (anthropologie, démographie, religion, mentalités, etc.). Le chantier s'étala sur cinq années et impliqua une cinquantaine de chercheurs. « Les registres des naissances d'une commune limousine sur dix furent dépouillés, à raison de 5 ans tous les 20 ans. Au total près d'un million de prénoms furent collectés » . Les premiers résultats de l'enquête furent présentés par Louis Pérouas et Jean Boutier lors des entretiens de Malher à Paris en 1980.
Le résultat fut publié  aux Éditions du CNRS en 1984 . Le résultat mettait en évidence des évolutions majeures : passage de l'onomastique germanique au haut Moyen Âge à l'onomastique chrétienne, puis abandon du système de transmission du prénom par la famille au profit de la mode, rôle des émigrés creusois dans l'innovation, etc. L'ouvrage fut l'objet de comptes rendus élogieux dans les revues historiques.

## Chantiers de recherche et diffusion grand public
Depuis la publication de l'ouvrage sur les prénoms, RHL a mené à bien une série de publications souvent associées à des opérations en direction du grand public (expositions, conférences, colloques). 
On peut citer en particulier :
- Limousin en Révolution, actes du colloque de Limoges (10-11 mars 1989), réunis par Jean Boutier, Michel Cassan, Paul D'Hollander, Bernard Pommaret, Treignac, Les Monédières, 1989, 347 p.

- Les imprimés limousins, 1788-1799, dir. Michel Cassan et Jean Boutier, préface de Daniel Roche, postface de Frédéric Barbier, Limoges, RHL/Pulim, 1994, 735 p.

- Espaces et pouvoirs urbains dans le Massif central et l'Aquitaine du Moyen Âge à nos jours, dir. Michel Cassan et Jean-Loup Lemaitre, Ussel, musée du pays d'Ussel, 1994, 428 p.

- Violences en Limousin à travers les siècles. Textes réunis par Paul D'Hollander, Limoges, Pulim, 1998, 329 p.

- Le village des Limousins : études sur l'habitat et la société rurale du Moyen Âge à nos jours, dir. Jean Tricard, préface d'Alain Corbin, Limoges, Pulim, 2003, 532 p.

- Le Limousin, pays et identités. Enquêtes d'histoire (de l'Antiquité au XXIe siècle), dir. Jean Tricard, Philippe Grandcoing, Robert Chanaud, Limoges, Pulim, 2006, 579 p.

- Paysage et environnement en Limousin de l'Antiquité à nos jours, dir. Philippe Grandcoing, Limoges, Pulim, 2010, 384 p.

- Limousin, terre d'historiens, dir. Robert Chanaud, Limoges, Pulim, 2012, 282 p.

- Le village des Limousins : études sur l’habitat et la société rurale du Moyen Âge à nos jours, dir. Jean Tricard, préface d’Alain Corbin, Limoges, Pulim, 2003

- Le Limousin, pays et identités. Enquêtes d’histoire (de l’Antiquité au XXIe siècle), dir. Jean Tricard, Philippe Grandcoing et Robert Chanaud, Limoges, Pulim, 2006

- Paysage et environnement en Limousin de l’Antiquité à nos jours, dir. Philippe Grandcoing, Limoges, Pulim, 2010

- Limousin, terre d’historiens, dir. Robert Chanaud, Limoges, Pulim, 2012

- Une histoire des circulations en Limousin de la Préhistoire à nos jours. Hommes, idées, marchandises en mouvement, dir. Robert Chanaud, Limoges, Pulim, 2015

- Le Temps des Limousins, Chroniques, horloges, nostalgies, prospectives du XIe au XXIe siècle, dir. Robert Chanaud et Pauline Bouchaud, Limoges, Pulim, 2019

## Activités
Rencontre des historiens du Limousin prépare un ouvrage sur le thème des circulations, vu du Limousin. Il sera publié, comme tous les ouvrages récents, par les Presses universitaires de Limoges PULIM.
L'assemblée générale a lieu en général le premier dimanche d'octobre.
RHL organise une ou deux conférences publiques par an.
En partenariat avec la Région Limousin, l'association décerne chaque année, le Prix Lémovice à un master d'histoire ou de sciences humaines.